# Anne Gadegaard
Anne Mondrup Gadegaard , född 7 november 1991 i Risskov, Danmark, är en dansk artist.
År 2003 vann hon danska MGP och deltog även i Junior Eurovision Song Contest 2003. Låten hette "Arabiens Drøm" och kom femma i tävlingen. Hon är mest känd i hemlandet Danmark och i Norge. Hon har sålt ungefär 200 000 album världen över.

## Diskografi
- Arabiens Drøm (2003)
- Ini Mini Miny (2004)
- Chiki Chiki (2005)
- De Første & Største Hits (2006)
- Annes Jul (2006)